# اوشن مال و تاور
اوشن مال و تاور (به انگلیسی: Ocean Mall) یک ساختمان در پاکستان است که در کراچی واقع شده‌است.